# Иоллес, Андре
Андре Иоллес (нем. Johannes Andreas Jolles) — голландско-немецкий лингвист, специализирующийся на истории литературы. Преимущественно известен как автор работы «Простые формы» (нем. Einfache Formen, 1929).
Его отец Хендрик Иоллес умер 25 февраля 1885 года в Неаполе, Андре рос единственным ребенком, воспитываемым своей матерью в Амстердаме. В 1896 году в Гронингене встретил своего будущего друга Йохана Хёйзинга.